# Colin de Californie
Callipepla californica · Caille de Californie
Pour les articles homonymes, voir Colin.
Espèce
Répartition géographique
Statut de conservation UICN

 LC  : Préoccupation mineure
Le Colin de Californie (Callipepla californica), parfois appelé Caille de Californie, est une espèce d'oiseaux galliformes, de la famille des Odontophoridés.

## Description
C'est un oiseau d'environ 25 cm avec une crête, ou panache, incurvée, faite de six plumes qui penchent en avant : noir chez le mâle et brun chez la femelle ; les flancs sont bruns avec des rayures blanches. Les mâles ont une capuche brun foncé et une face noire avec un dos brun, une poitrine gris-bleu et un ventre beige. Les femelles et les immatures sont principalement gris-brun avec une couleur plus claire au niveau du ventre. Leur plus proche parent est le Colin de Gambel qui a une distribution plus au sud, une crête plus longue, une tête brillante et déplumée. Les deux espèces se sont séparées il y a environ 1 à 2 millions d'années, à la fin du Pliocène ou au début du Pléistocène.

## Habitat et répartition
C'est un oiseau sédentaire. Bien qu'il cohabite bien avec l'homme à la périphérie des zones urbaines, il est en déclin dans certaines régions avec l'augmentation des populations humaines. On le trouvait à l'origine essentiellement dans le Sud-Ouest des États-Unis, mais il a été introduit dans d'autres zones géographiques comme la Colombie-Britannique, Hawaii, Chili, Nouvelle-Zélande, et sur les îles Norfolk et King en Australie.

## Alimentation
Cet oiseau cherche sa nourriture sur le sol souvent en le grattant. On peut parfois le voir s'alimenter. Sa nourriture se compose essentiellement de graines et de feuilles, mais il mange aussi des baies et des insectes, par exemple, les baies de Toyon qui sont une source de nourriture commune.

## Comportement
S'il est surpris, il s'envole bruyamment sur une courte distance. Les oiseaux du même genre prennent ordinairement la fuite en courant.

## Sous-espèces
Selon la classification de référence du Congrès ornithologique international (version 15.1, 2025)
- Callipepla californica brunnescens (Ridgway, 1884) — du sud-ouest de l'Oregon au centre de la Californie ;
- Callipepla californica canfieldae (Van Rossem, 1939) —	centre-est de la Californie ;
- Callipepla californica californica (Shaw, 1798) —	de l'est de l'Oregon au nord-ouest du Mexique ;
- Callipepla californica catalinensis (Grinnell, 1906) —	Île Santa Catalina ;
- Callipepla californica achrustera (Peters, JL, 1923) —	centre et sud de la Baja California.

## Galerie

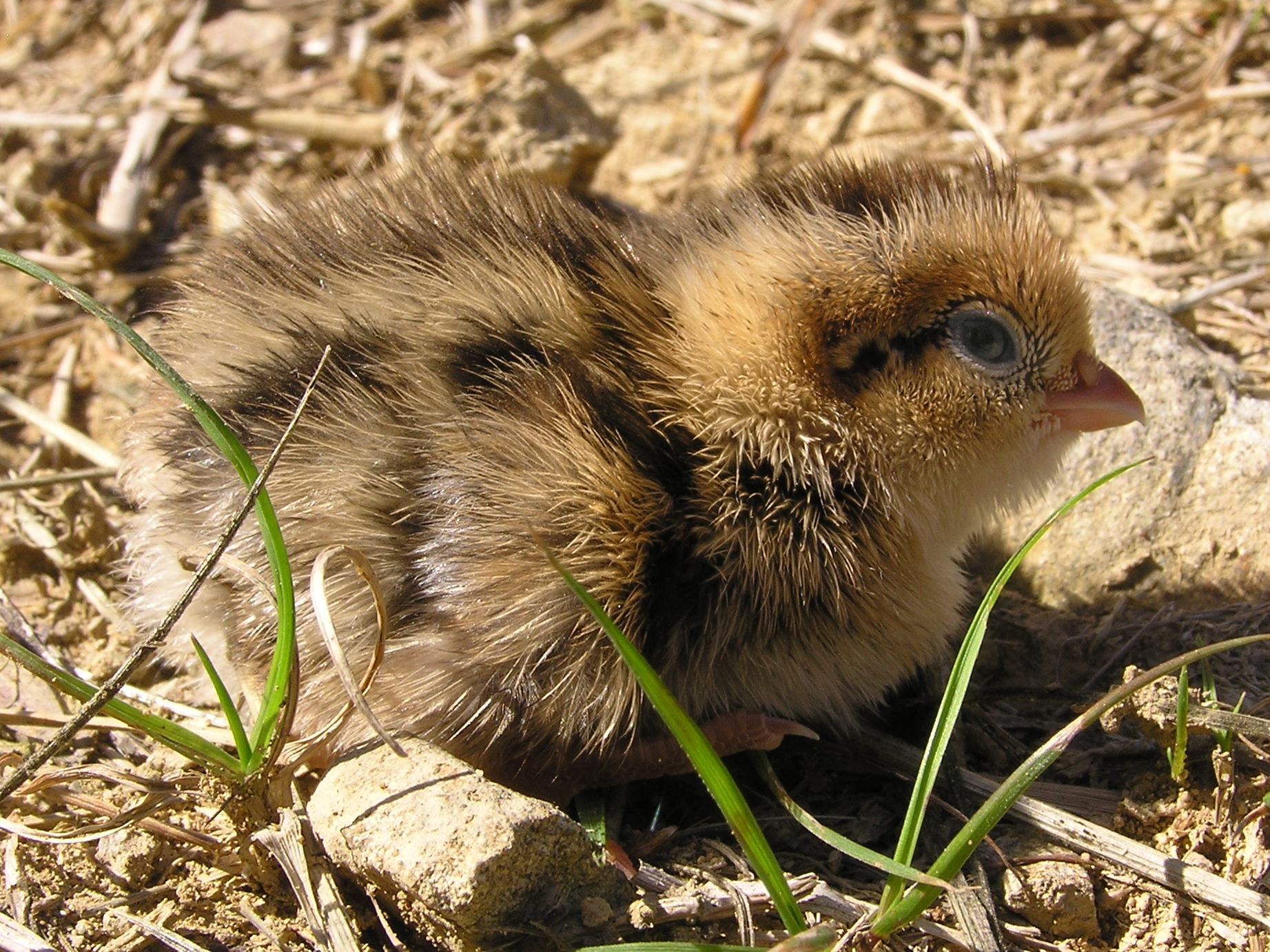
Poussin
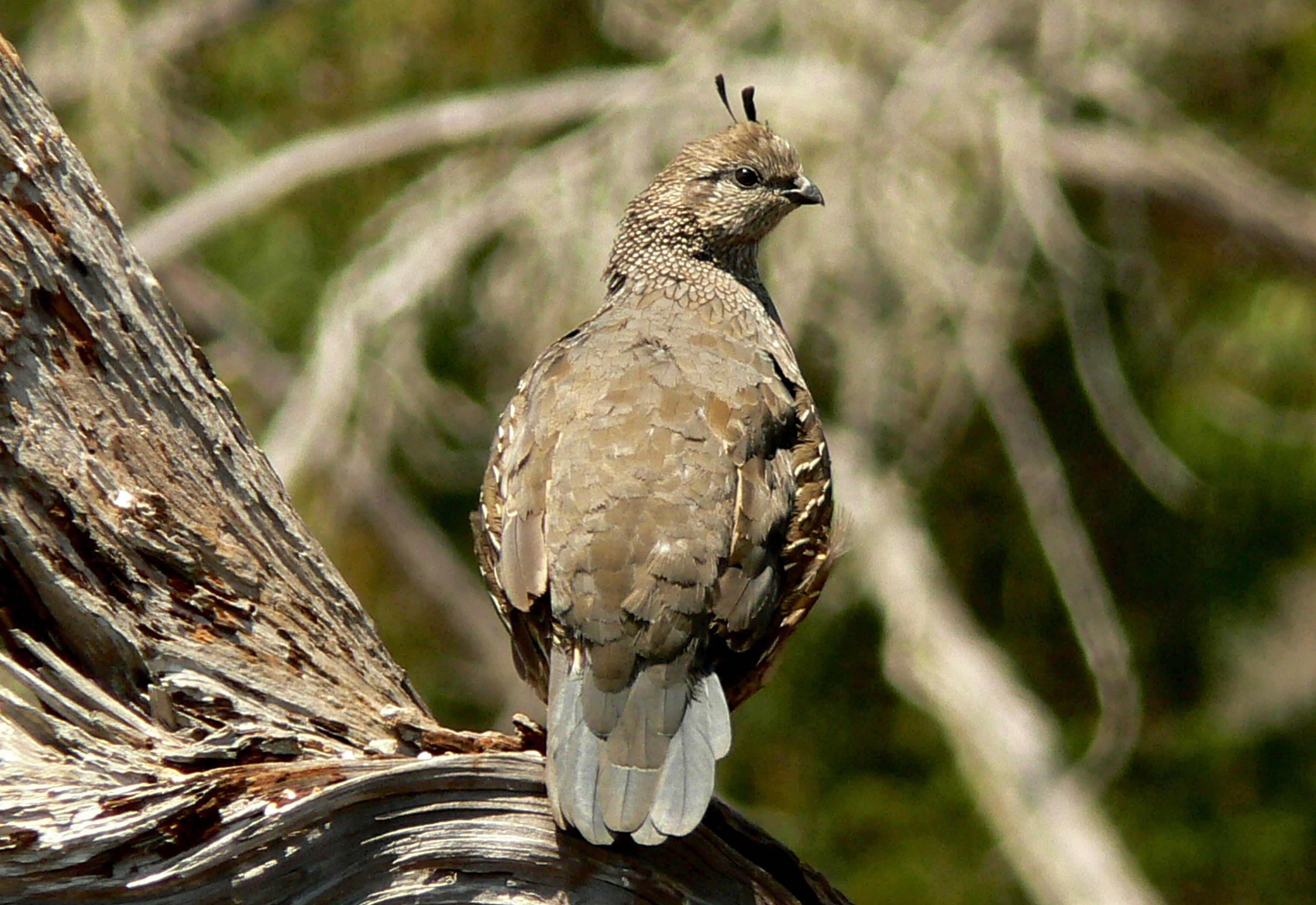
Femelle
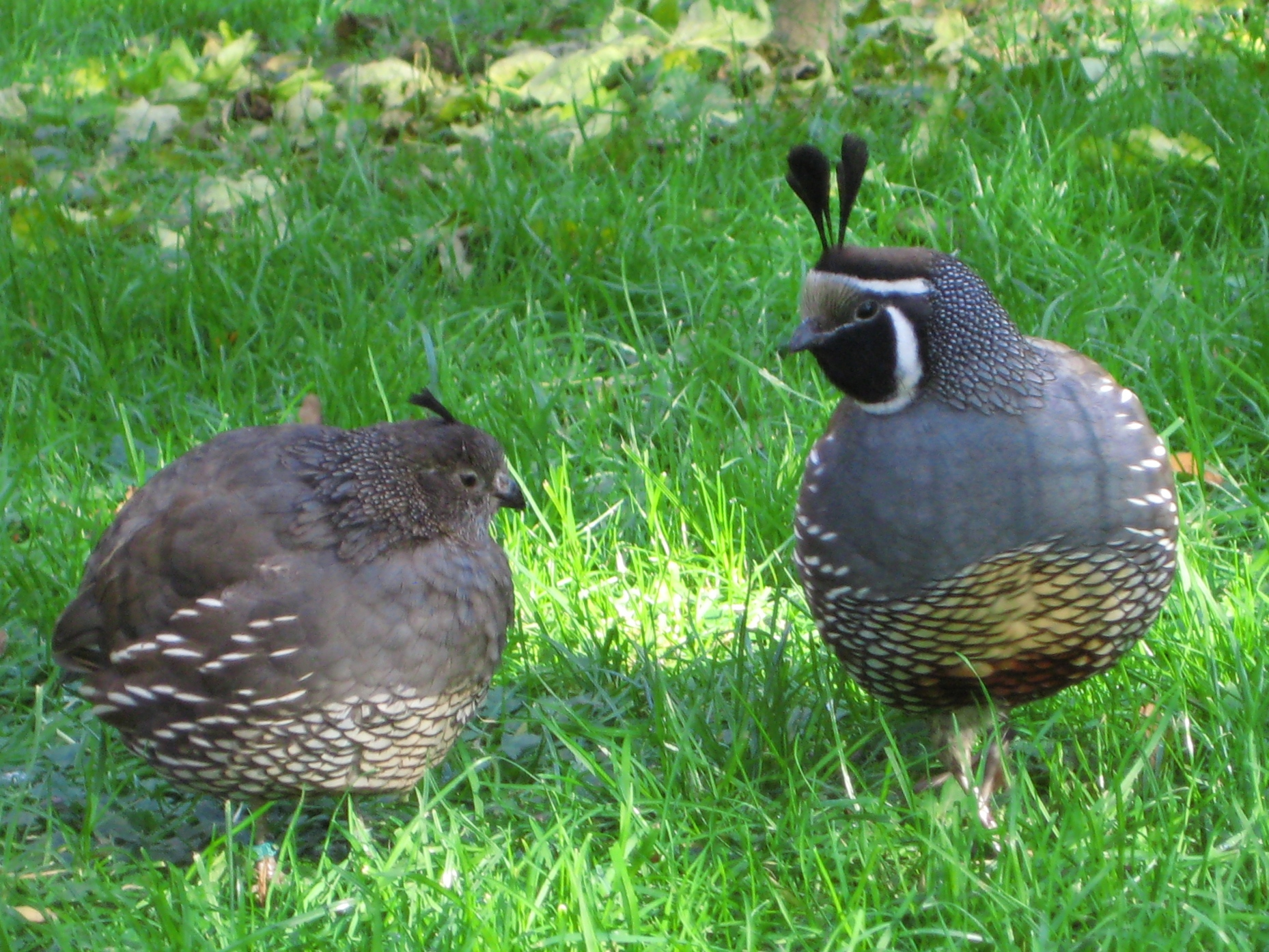
Couple
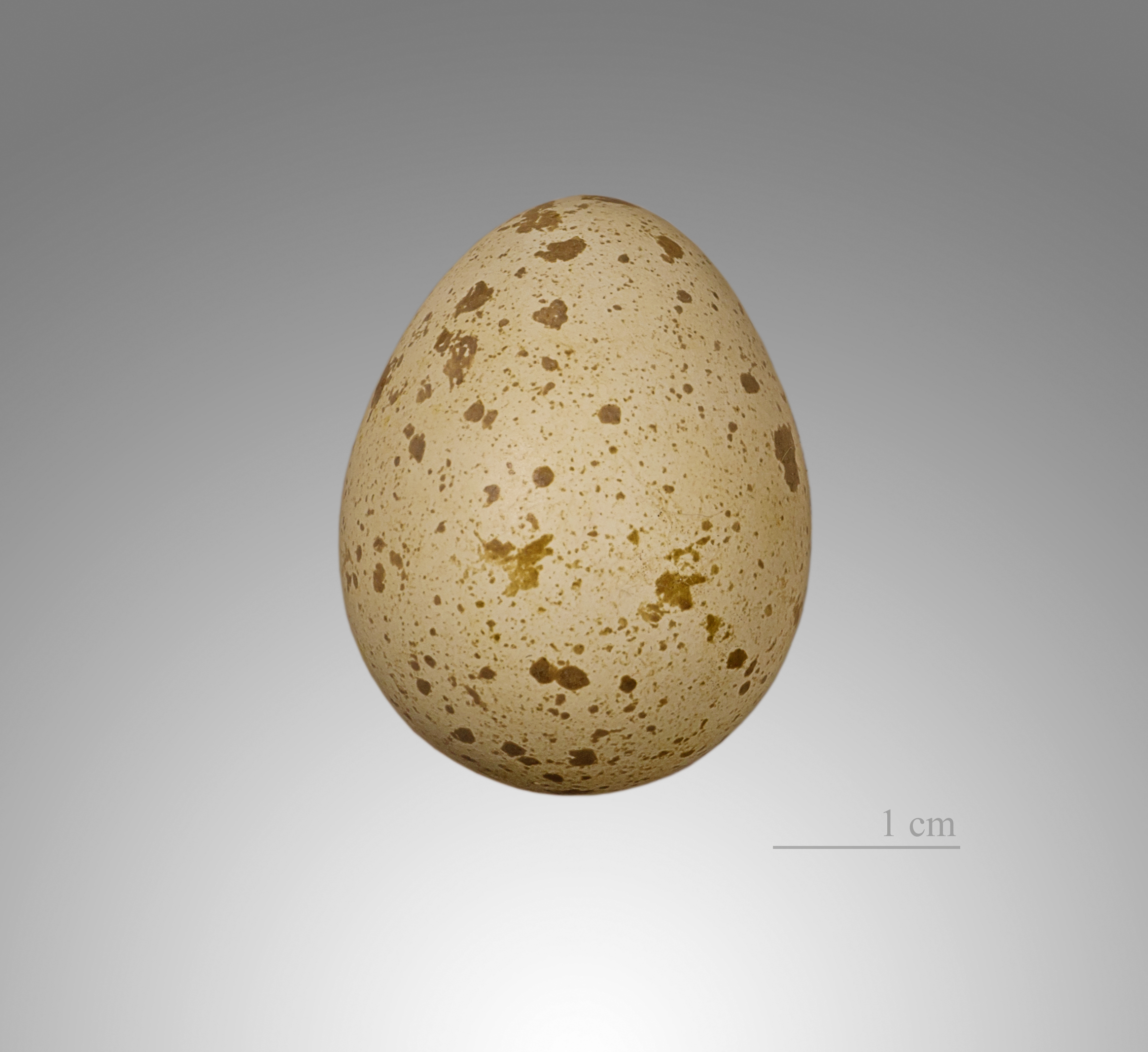
Œuf - Muséum de Toulouse